# Cheshmeh-ye Gholām Veys
Cheshmeh-ye Gholām Veys (persiska: چشمه غلام ویس) är en ort i Iran.   Den ligger i provinsen Kermanshah, i den nordvästra delen av landet, 400 km väster om huvudstaden Teheran. Cheshmeh-ye Gholām Veys ligger 1 483 meter över havet och antalet invånare är 297.
Terrängen runt Cheshmeh-ye Gholām Veys är huvudsakligen kuperad, men söderut är den bergig. Cheshmeh-ye Gholām Veys ligger nere i en dal som går i öst-västlig riktning. Runt Cheshmeh-ye Gholām Veys är det ganska tätbefolkat, med 60 invånare per kvadratkilometer. Närmaste större samhälle är Armanī Jān, 8,6 km öster om Cheshmeh-ye Gholām Veys. Trakten runt Cheshmeh-ye Gholām Veys består i huvudsak av gräsmarker.